# Сахельантроп
Сахельантроп (лат. Sahelanthropus tchadensis) — вид гомінідів (що є дискусійним), представники якого жили у часи міоцену, 6-7 млн років тому. Описано за знахідками, зробленими на північному заході Республіки Чад (пустеля Дьюраб, Торос-Менелла) в 2001 р.: череп Тумай і фрагменти ще п'яти особин. Іноді сахельантропа вважають найпізнішим спільним предком шимпанзе та людини.

## Викопні рештки

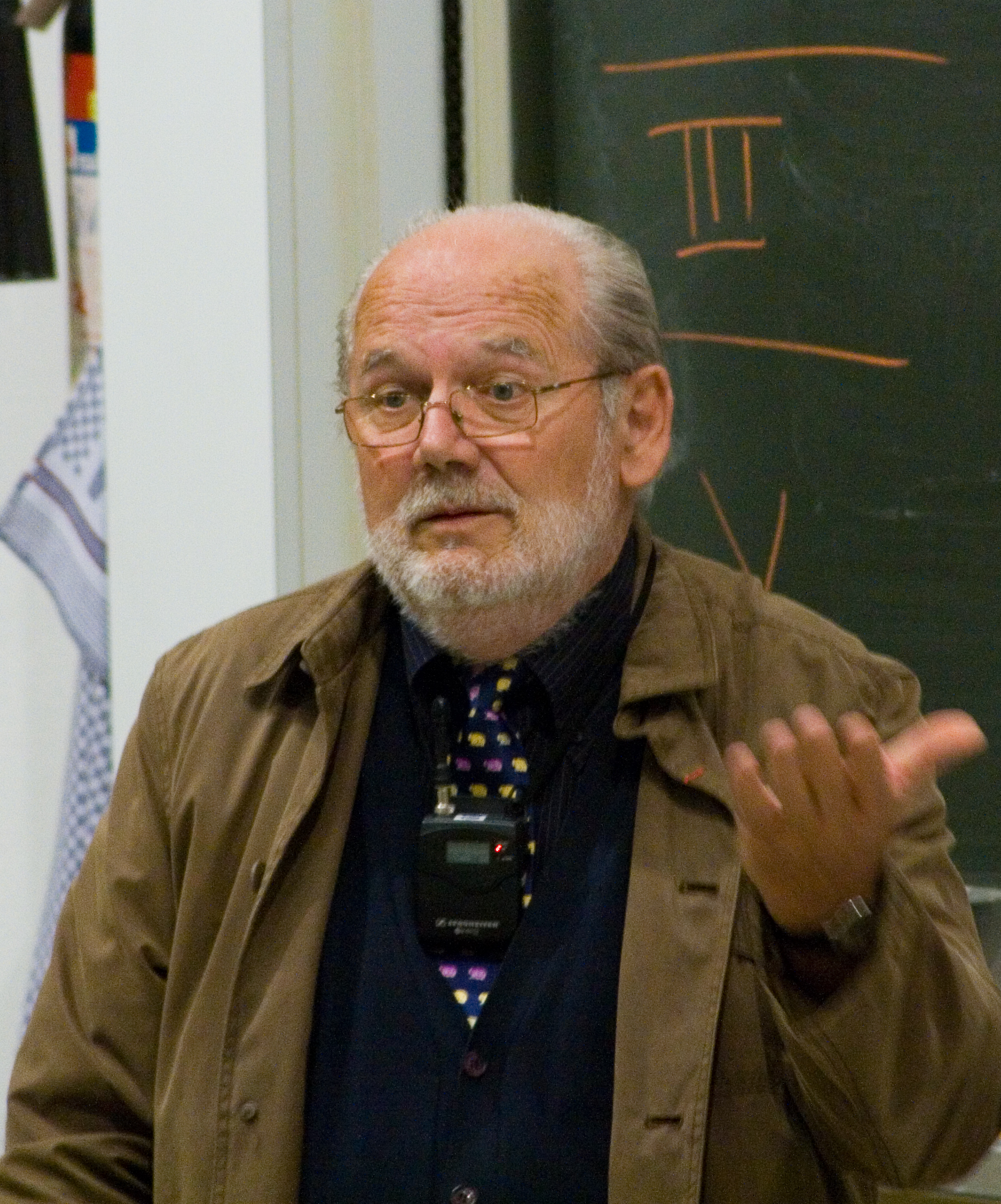
Мішель Брюне — керівник групи антропологів, що знайшли рештки Сахельантропа

Рештки знайдені на півночі Республіки Чад в Торос-Меналлі в пустелі Дьюраб групою дослідників на чолі з Мішелем Брюне.
Серед них були: Адум Махамат, Джимдумалбайє Ахунта і Гонгдібе Фаноне, Ален Бовілен. 
Шість знахідок гомінід включили повний череп, який отримав назву Тумай (Toumai — ім'я, яке у пустелі Д'юраб дають дітям, що народилися перед сезоном посухи, і на місцевій чадській говірці означає «надія на життя»), п'ять фрагментів нижніх щелеп і три ізольовані зуби.
Знахідки характеризуються великою кількістю специфічних особливостей і тому були виділені в новий рід і вид Sahelanthropus tchadensis.
Назва роду Sahelanthropus походить від слова «Sahel» — назва регіону на межі з південною Сахарою, де були знайдені залишки, і давньогрецького слова «ἄνθρωπος» — «людина», тобто «Сахельська людина» або «Людина із Сахелі». Видова назва tchadensis (чадський) — вказує на те, що всі відомі у цей час залишки були знайдені саме на території Чаду.
Опис знахідки було опубліковано у липневому номері часопису «Nature» за 2002 р.
Нечисленні знайдені рештки складаються з невеликого черепа, носій якого отримав ім'я Тумай («надія на життя» на місцевій чадській говірці), 5 уламків нижньої щелепи і декількох зубів. Головний мозок становив близько 340—360 см³., що приблизно відповідає мозку шимпанзе, що в 4 рази менше, ніж у людини. Зуби, надбрівні дуги і структура лицьової частини черепа сильно відрізняються від людських. Інших кісток скелета знайти не вдалося. Чи була ця істота прямоходячою — достеменно невідомо. Судячи з основи черепа, голова була посаджена на хребті швидше вертикально, ніж горизонтально. Зуби схожі на зуби інших людиноподібних мавп міоцену.

## Опис

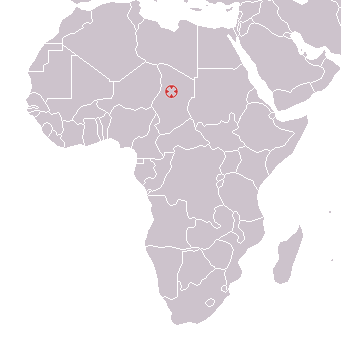
Місце знахідок

Муляж, створений на основі голотипу Sahelanthropus tchadensis TM 266-01-060-1, дозволяє розглядати череп з усіх боків

Опис знахідки було опубліковано у липневому номері часопису «Nature» за 2002 р.
Лицьова частина черепа поєднує як дуже примітивні, так і дещо передові риси (зокрема, досить слабкі ікла), а зуби його помітно відрізняються від інших знахідок. Розмір головного мозку ~350 см³, що у 4 рази менше, ніж у сучасної людини. Черепна коробка подовжена, що характерно, скоріше, для мавп. Подібна мозаїка ознак свідчить про ранні етапи еволюції. Крім черепа, знайдені фрагменти решток ще п'яти особин. У липні 2002 р. міжнародна команда з 38 вчених описала по них новий рід і вид гомінідів Sahelanthropus tchadensis. Аналіз скам'янілостей, зібраних разом з сахельантропом, дозволяє стверджувати, що колись тут був берег великого озера, навколо якого лежала савана, що переходить в піщану пустелю.

## Прямоходіння
Питання про те, чи був сахельантроп прямоходячою істотою, залишається дискусійним. Захисники цієї версії бачать доказ прямоходіння сахельантропа в серединному положенні потиличного отвору.
Мілфорд Волпофф вказує на плоску поверхню в задній частині черепа Тумай, на якій кріпилися м'язи шиї, звертаючи увагу, що площина розташована під гострим кутом, а це означає, що м'язи йшли вздовж спини істоти, яка, отже, була чотириногою. Мішель Брюне заперечує, що череп за мільйони років деформувався.

## Місце в еволюції

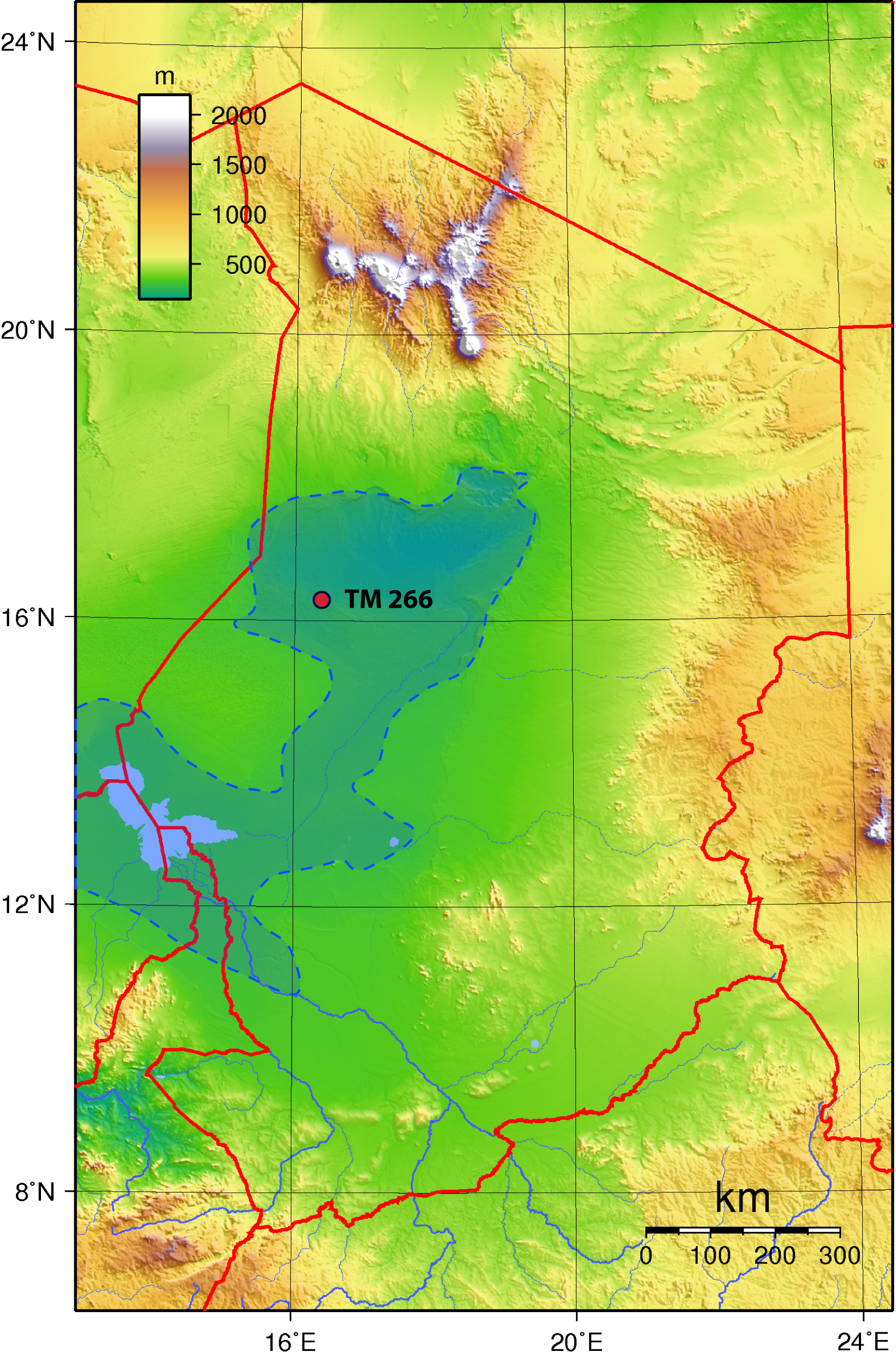
Карта регіону

Сахеальантроп може бути спільним предком для людей і шимпанзе, однак наукове товариство на поточний момент не дійшло спільної думки у цьому питанні.
Першовідкривачі стверджують, що Sahelanthropus tchadensis — найдревніший відомий предок людини після відокремлення лінії людини від шимпанзе. Проте таке представлення виду як тільки людини, а не шимпанзе, ускладнює картину людської філогенетики. Зокрема, якщо Тумай — прямий предок людини, тоді статус австралопітеків можна поставити під сумнів. Справа в тому, що масивні надбрівні дуги сахельантропа схожі з надбрівними дугами деяких більш пізніх гомінід Homo erectus, але відрізняються від того, що спостерігається у австралопітеків, більшості інших гомінід і сучасної людини.
Інша ймовірність полягає в тому, що Тумай пов'язаний з людьми і шимпанзе, але не є предком ні одного з них. Брігітт Сеню і Мартін Пікфорд, першовідкривачі орроріна, припускають, що знайдений сахельантроп — самка прото-горили. Навіть якщо це й справді так, знахідка збереже своє значення, оскільки до нашого часу в Африці було знайдено дуже мало залишків предків шимпанзе і горил.
Таким чином, якщо сахельантроп — предок шимпанзе чи горил, то він є першим відомим представником їхньої лінії. Більше того, він показує, що останній спільний предок шимпанзе і людини скоріш за все не надто схожий на шимпанзе, як припускали деякі палеонтологи.